# Mimosiphonops reinhardti
Mimosiphonops reinhardti es una especie de anfibio gimnofión de la familia Caeciliidae.
Es endémica de Brasil.
El único conocimiento que se tiene de la distribución de esta cecilia es el correspondiente a Brasilia, localidad en la que se recogió en 1878 el espécimen que se ha tomado como tipo nomenclatural. 